# HUGEL
Флорент Хюгель (родился 4 декабря 1987 года), мононимно как HUGEL (стилизовано заглавными буквами) - французский диджей, музыкальный продюсер и ремиксер. Впервые он получил международную известность благодаря своему ремиксу "Bella Ciao", который стал вирусным хитом в 2018 году, и своему оригинальному треку "Morenita", который помог популяризировать жанр Latin house. Хугель сотрудничал и делал ремиксы треков для многих известных артистов, включая Дэвида Гетту, Робина Шульца и Джей Бальвина. Хугель наиболее известен своим хитом 2024 года «I Adore You».

## Карьера
Хюгель начал свою карьеру диджея в возрасте 16 лет в своем родном городе Марсель, Франция. Вдохновленный такими артистами, как Daft Punk, Карл Кокс и Лоран Гарнье, он быстро увлекся электронной танцевальной музыкой. В 2017 году Хюгель привлек к себе значительное внимание благодаря сотрудничеству с Робином Шульцем над золотым треком «I Believe I'm Fine».
Его прорыв произошел в 2018 году с его ремиксом на песню El Profesor «Bella Ciao», который стал официальным немецким летним хитом того года и получил платиновый статус в Германии, Австрии и Швейцарии. Ремикс собрал более 280 миллионов прослушиваний по всему миру.
С тех пор Хьюгель стал заметной фигурой на сцене электронной танцевальной музыки, выступая на крупных фестивалях, таких как Tomorrowland, EDC Las Vegas и Lollapalooza. Он также был резидентом в известных клубах Ибицы, включая Ushuaia и Pacha.
В 2024 году он выпустил «I Adore You», которая является коллаборацией с немецким диджеем Topic и ирано-шведским певцом Арашем. Песня быстро стала коммерчески успешной во всем мире.